# Flughafen Hannover-Langenhagen
De Luchthaven Hannover-Langenhagen (Duits: Flughafen Hannover-Langenhagen) (IATA:HAJ, ICAO: EDDV), is een vliegveld ongeveer 11 kilometer ten noorden van Hannover, Nedersaksen nabij de plaats Langenhagen. Het is het op 9 na grootste vliegveld van Duitsland. In 2017 werden er 5,8 miljoen passagiers afgehandeld.
De luchthaven werd in 1952 geopend, ter vervanging van een oude luchthaven die binnen de stadsgrenzen van Hannover lag.
In 2000 werd een rechtstreekse S-Bahn-verbinding opgeleverd. Lijn S5 verbindt het vliegveld met het Centraal Station van Hannover en rijdt vervolgens verder richting onder meer Hamelen, Bad Pyrmont en Paderborn.
In 1952 hadden de stad Hannover en Nedersaksen allebei 50% van de aandelen van Flughafen Hannover-Langenhagen GmbH in handen. In 1998 kwam de Duitse luchthavenexploitant Fraport AG als nieuwe aandeelhouder aan boord met een belang van 20%. In 2003 nam Fraport nog een extra belang van 10%. Medio 2018 verkoopt Fraport haar hele belang aan iCON Infrastructure Group voor 109,2 miljoen euro.